# 伝兵衛

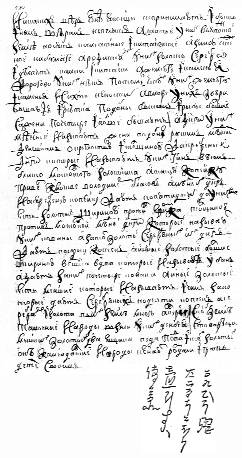
伝兵衛の署名した文書

伝兵衛（でんべえ、1670年? - 1714年?）は、江戸時代中期の漂流者。記録に残る中では最初にロシアを訪れた日本人漂流民で、ロシアで日本語を教えた最初の日本人とされる。

## 生涯
大坂谷町の質屋の息子だった伝兵衛は、1696年、海路で江戸に向かう途中嵐に遭い、漂流の後カムチャツカ半島に漂着したが現地民に捕えられる。1697年にロシア人ウラジーミル・アトラソフ（ロシア語: Владимир Васильевич Атласов、英語ラテン翻字: Vladimir Atlasov）の探検隊に発見された。その後、ロシア帝国のモスクワに連れて行かれ、ピョートル1世に謁見した。さらに、ロシアにおける最初の日本語教師となった。また日本人初の正教徒となった。